# Xserve RAID
L'Xserve RAID è un cluster di dischi rigidi prodotto da Apple Inc. dal 2003 al 2008. Basato sull'Apple Drive Module, supporta fino a 14 dischi rigidi per una capacità massima di 10,5 Terabyte. In formato rack unit, occupa uno spazio di 3U.

## Caratteristiche
È dotato di due porte Fibre Channel per trasferire i dati e di una porta ethernet per l'amministrazione remota. È dotato di unità di alimentazione e di raffreddamento ridondanti e ogni elemento può essere sostituito in pochi secondi senza dover spegnere l'unità o interrompere il servizio. Supporta la memorizzazione RAID 0, 1, 3, 5, 0+1, 10, 30, 50 in hardware per fornire la massima velocità.
Il sistema RAID è supportato nativamente da Xsan, la soluzione SAN di Apple.